# Gokuu no Daibouken
Gokū no Daiboken (яп. 悟空の大冒険 Гоку: но Дайбо:кэн, Похождения Гоку) — японский аниме-сериал, выпущенный студией Mushi Productions по мотивам романа «Путешествие на Запад». Транслировался по телеканалу Fuji TV с 7 января по 30 сентября 1967 года. Всего выпущено 39 серий аниме. Сериал также транслировался на территории Италии и Тайваня. В самом начале сериал пользовался большой популярностью и его аудитория составилa 31,7 %. Однако после началa трансляции сериала Ogon Bat, произошёл быстрый спад популярности аниме Gokū no Daibōken.

## Сюжет
Сюжет разворачивается вокруг короля обезьян по имени Гоку. Он вспыльчив, эгоистичен и сначала стоял во главе банды обезьян. Но при этом преисполнен чувством справедливости. Так он начинает следовать за монахом, который хочет восстановить некоторые древние рукописи из Индии. Параллельно Гоку узнаёт о существовании необычного камня, который находится на вершине горы. Гоку хочет добыть камень и ему в этом буду помогать новые друзья.

## Роли озвучивали
- Кадзуко Утэ — Гоку
- Эйко Масуяма — Тацуко
- Нати Нодзава — Сандзо
- Дзюмпэй Такигути — Хаккай
- Кинъя Айкава — Сагодзё
- Синсукэ Тикайси — Голос за кадром